# Antonino di Pamiers
Antonino di Pamiers (Pamiers, 453? – Pamiers, 506?) è stato un religioso franco, che morì martire per la sua fede. Venerato come santo, la sua reale esistenza è controversa e potrebbe trattarsi di personaggio che si confonde con un altro santo controverso, Sant'Antonino di Apamea, di tutt'altra origine.

## Storia e tradizione
La sua storia non è ben nota, poiché nelle cronache e negli scritti antichi viene spesso confuso con Sant'Antonino di Apamea, originario della Siria minore. Inoltre molti elementi della sua vita, così come vengono tramandati, paiono appartenenti a tempi vuoi anteriori, vuoi posteriori a quelli nei quali sarebbe vissuto, sia a causa della confusione con altri santi vissuti in epoche in cui la redazione di scritti in merito era piuttosto rara, sia a causa di vere e proprie invenzioni dovute al desiderio di fortificare la fede di molti credenti nel corso del medioevo. È inoltre possibile che la sua leggenda sia dovuta a monaci od a cronisti, redattori agiografici di Vite di santi.
Alcuni propongono per la sua nascita l'anno 453 e la località di Pamiers (allora chiamata Frédélas, cioè "città di Federico", figlio del re visigoto Teodorico I).
Antonino avrebbe avuto nelle sue vene sangue reale.
Educato nella fede ariana, si convertì a quella cattolica, opponendosi al padre. Lasciando una casa agiata ed una carriera promettente, andò a Roma, ove divenne diacono. Predicò in alcune città italiane per poi fermarsi a Salerno, ove sarebbe rimasto per 18 anni.
Tornato in Gallia, secondo alcuni avrebbe fatto parte di un gruppo di missionari, guidati da san Dionigi: sia che si fosse trattato di san Dionigi l'Areopagita o di san Dionigi di Parigi, gli elementi storici a nostra disposizione sui due santi non concordano con quelli relativi ad Antonino. È più probabile invece che si sia trattato di un altro, misconosciuto, santo di nome Dionigi, o che la tradizione lo confonda con un altro Antonino, nome assai diffuso a quei tempi. Potrebbe anche trattarsi però di un'intenzione pia ma maldestra di associare le gesta di Antonino di Pamiers all'episodio simbolico narrato da san Gregorio di Tours a proposito di nuovi missionari inviati da Roma ad evangelizzare la Gallia.
Antonino si stabilì nel Rouergue, predicando con grande successo. Egli convertì un potente proprietario locale, il principe (o piuttosto governatore) Festus e battezzò numerose persone. La sua parola ebbe una tale impatto, che oggi la città in questione porta il suo nome (Saint-Antonin-Noble-Val). Nonostante le suppliche degli abitanti del Rouergue, Antonino partì, dicendo loro che sarebbe ritornato colà ma privo di vita. Egli si trovava a Tolosa allorché venne arrestato e gettato in prigione, ove convertì i carcerieri e li battezzò.
Fece quindi ritorno a Pamiers a predicare il Vangelo. Durante il periodo della sua assenza, un certo Métope, aveva assunto il controllo della regione e lo condannò a morte. Trascinato sulle rive dell' Ariège, un soldato gli spiccò dal busto la testa ed il braccio destro. Nella medesima occasione furono decapitati due suoi amici, Jean et Almaque ed i suoi resti furono gettati nel fiume. Il martirio avrebbe avuto luogo nel VI secolo, probabilmente nel 506.
Alcuni amici fedeli ne recuperarono i resti e li seppellirono sul luogo del martirio ove verrà successivamente eretta un'abbazia, con l'autorizzazione di Clodoveo I, il cui arrivo a Tolosa aveva provocato la fuga di Métope e degli ariani dalla regione.

## La leggenda e le reliquie

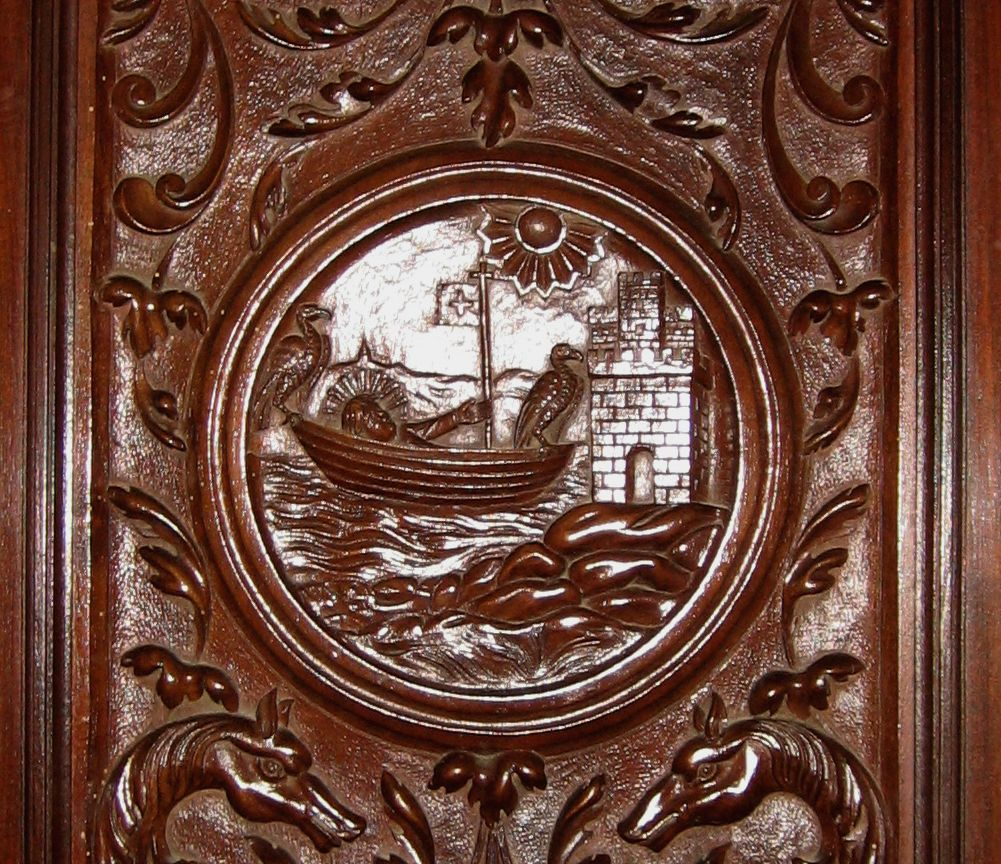
La leggenda di Sant'Antonino, rappresentata su un seggio scolpito nella cattedrale di Pamiers

La leggenda racconta che dopo che i resti del corpo di Antonino furono gettati nel fiume, le acque si ritirarono e alcuni angeli apparvero a raccoglierli e misero da parte la testa ed il braccio destro, che furono poi posti in una barca. La barca, guidata da due grandi aquile bianche, discese l'Ariège, passò sulla Garonna, navigò fino a Tolosa, poi risalì la Tarn ed il suo affluente  Aveyron, terminando infine il suo percorso a Saint-Antonin-Noble-Val, in una notte durante la quale, si narra, le stelle splendevano come mille fuochi. Festus, il nobile convertito da Sant'Antonino, fece deporre le reliquie del santo in una teca. Successivamente venne eretta un'abbazia.
Spalla e braccio furono poi traslati a Palencia, in Spagna, mentre il resto del corpo rimase a Pamiers. Durante le guerre di religione, gli ugonotti bruciarono le reliquie di Pamiers e di Saint-Antonin-Noble-Val, cosicché le uniche reliquie rimaste sono quelle di Palencia.

## Miracoli
- Si narra che Antonino fosse capace di far nascere una sorgente d'acqua per calmare la sete: l'acqua che ne scaturiva aveva anche poteri taumaturgici
- Sarebbe uscito indenne da una caduta in un recipiente pieno di acqua bollente
- Avrebbe restituito la vita ad un fanciullo, rimasto soffocato dalla gran folla venuta a sentirlo predicare
- Precipitato nella Garonna, sarebbe rimasto attaccato con il collo alla ruota di un mulino, che lo avrebbe sostenuto fuori dell'acqua. Una cappella fu costruita successivamente sul posto. Il nome del santo è ancora visibile sul lungofiume Tounis a Tolosa.

## Culto

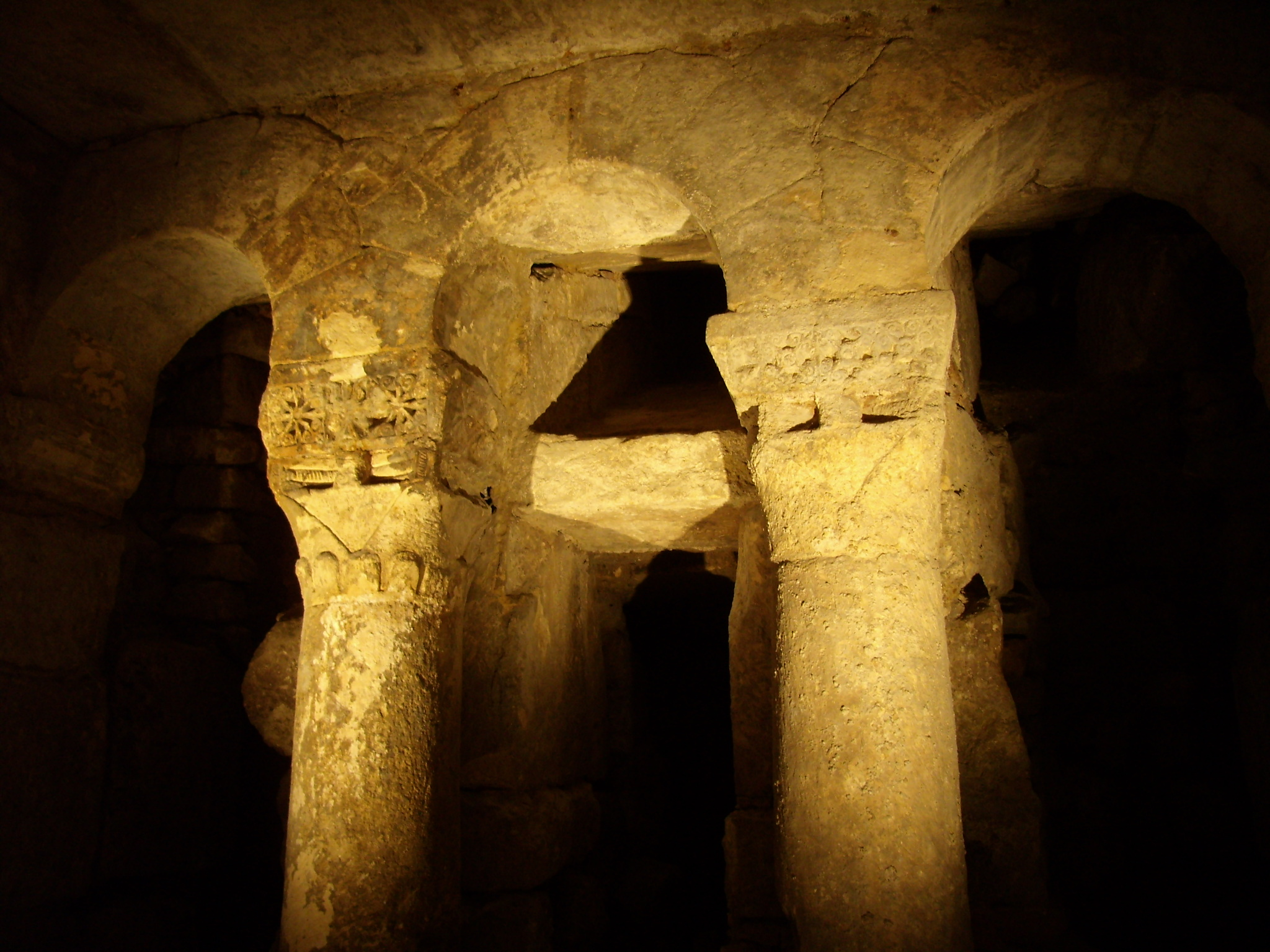
Cripta di Sant'Antonino a Palencia

Il suo culto fu molto vivo a Pamiers fino ai tempi della Rivoluzione francese. Nella chiesa dei domenicani a Tolosa una cappella è dedicata a lui.
A Palencia, così come a Pamiers, la cattedrale è dedicata a lui. È venerato anche nella città spagnola di Medina del Campo.
La sua memoria liturgica cade il 2 settembre.